# UFC on Fuel TV: Franklin vs. Le
O UFC on Fuel TV: Franklin vs. Le ou UFC Macau foi um evento de artes marciais misturadas promovido pelo Ultimate Fighting Championship que aconteceu no dia 10 de novembro de 2012 no CotaiArena em Macau, China. O evento foi o primeiro do UFC realizado em território chinês.

## Background
O evento principal foi a luta entre Rich Franklin e Cung Le.
Após o cancelamento do UFC 151, as lutas entre John Lineker vs. Yasuhiro Urushitani e Takeya Mizugaki vs. Jeff Hougland foram movidas para este evento.
Marcelo Guimarães era esperado para enfrentar Hyun Gyu Lim no evento, mas foi obrigado a se retirar devido a uma lesão no cotovelo . Seu substituto é David Mitchell, porém Lim foi retirado do evento pelos médicos e a luta foi cancelada.
Kyung Ho Kang era esperado para enfrentar Alex Caceres no evento. Porém Kang se lesionou e seu substituto foi pelo recém-chegado Motonobu Tezuka.

## Card Oficial
Nota 1 Originalmente vitória por Finalização. Silva foi pego no antidoping.

## Bônus da Noite
- Luta da Noite (Fight of the Night):  Takanori Gomi vs.  Mac Danzig
- Nocaute da Noite (Knockout of the Night):  Cung Le
- Finalização da Noite (Submission of the Night):  Thiago Silva

## Ligações Externas
- Página oficial